# کاکایی صخره‌نشین
کاکایی صخره‌نشین (نام علمی: Rissa) نام یک سرده از تیره کاکاییان است.